# Stadionul Tengiz Burjanadze
Stadionul Tengiz Burjanadze este un stadion multi-uz din Gori, Georgia. Cel mai des el e folosit pentru meciuri de fotbal, fiind stadionul de casă al echipei FC Dila Gori. Capacitatea stadionului e de 5.000 de locuri.
El a fost denumit în cinstea lui Tengiz Burjanadze.